# Харис (Канзас)
Харис (енгл. Harris) насељено је место без административног статуса у америчкој савезној држави Канзас.

## Демографија
По попису из 2010. године број становника је 51, што је 2 (-3,8%) становника мање него 2000. године.
| Група             | 2000.       | 2010.      |
| Белци             | 53 (100,0%) | 48 (94,1%) |
| Афроамериканци    | 0 (0,0%)    | 0 (0,0%)   |
| Азијати           | 0 (0,0%)    | 0 (0,0%)   |
| Хиспаноамериканци | 0 (0,0%)    | 3 (5,9%)   |
| Укупно            | 53          | 51         |